# Variabilichromis moorii
Variabilichromis moorii – endemiczny gatunek słodkowodnej ryby okoniokształtnej z rodziny pielęgnicowatych (Cichlidae). Jest jedynym przedstawicielem rodzaju Variabilichromis.

## Występowanie
W strefie litoralu południowej części jeziora Tanganika w Afryce.

## Opis
Żywi się bezkręgowcami. Dorasta do 10 cm długości. Jest rybą akwariową.